# Mountain Championship
Mountain Championship je bila avtomobilistična dirka, ki je med letoma 1931 in 1938 potekala na Britanskem dirkališču Brooklands. Najuspešnejša dirkača na dirki sta Raymond Mays in Whitney Straight s po dvema zmagama, med moštvi pa Maserati s tremi zmagami.

## Zmagovalci
| Leto | Zmagovalec           | Moštvo     | Dirkališče | Poročilo |
| ---- | -------------------- | ---------- | ---------- | -------- |
| 1938 | Raymond Mays         | ERA        | Brooklands | Poročilo |
| 1937 | Hans Ruesch          | Alfa Romeo | Brooklands | Poročilo |
| 1936 | Raymond Mays         | ERA        | Brooklands | Poročilo |
| 1935 | Richard Shuttleworth | Alfa Romeo | Brooklands | Poročilo |
| 1934 | Whitney Straight     | Maserati   | Brooklands | Poročilo |
| 1933 | Whitney Straight     | Maserati   | Brooklands | Poročilo |
| 1932 | Malcolm Campbell     | Sunbeam    | Brooklands | Poročilo |
| 1931 | Henry Birkin         | Maserati   | Brooklands | Poročilo |